# Rugby à XV au pays de Galles
Le rugby à XV est un sport populaire qui fait partie de la culture nationale du pays de Galles et qui est pratiqué par environ 46 000 joueurs licenciés.  Les estimations laissent à penser que le rugby a gagné le pays de Galles dans les années 1850, avec la création de la fédération nationale, la Welsh Rugby Union (WRU) en 1880.
La Welsh Rugby Union (WRU) a la charge d'organiser et de développer le rugby à XV au pays de Galles. Elle gère l'équipe du pays de Galles de rugby à XV, elle possède le Millennium Stadium.
Près de 325 clubs participent au championnat du pays de Galles. L'élite dispute la Celtic League, dans laquelle le pays de Galles a quatre franchises régionales engagées, compétition concourue également par des franchises ou des régions irlandaises ou écossaises. Ces quatre équipes galloises participent à la Coupe d'Europe de rugby à XV.
L'équipe du pays de Galles participe chaque année au Tournoi des Six Nations, compétition qu'elle a gagnée 23 fois dont dix grands chelems. Depuis 1987, le pays de Galles participe à la Coupe du monde de rugby, elle a été demi-finaliste en 1987 et 2011. Le pays de Galles a accueilli la Coupe du monde 1999.

## Historique

### Le développement du rugby au pays de Galles 1850-1900
Les origines du rugby au pays de Galles sont vieilles, un jeu comme le cnapan est disputé depuis des siècles. Le rugby semble avoir été introduit dans la principauté en 1850, quand Rowland Williams quitte Cambridge pour l'Université de St David de Lampeter, et il enseigne ce sport qu'il connaît. La première équipe galloise prend forme cette même année. 

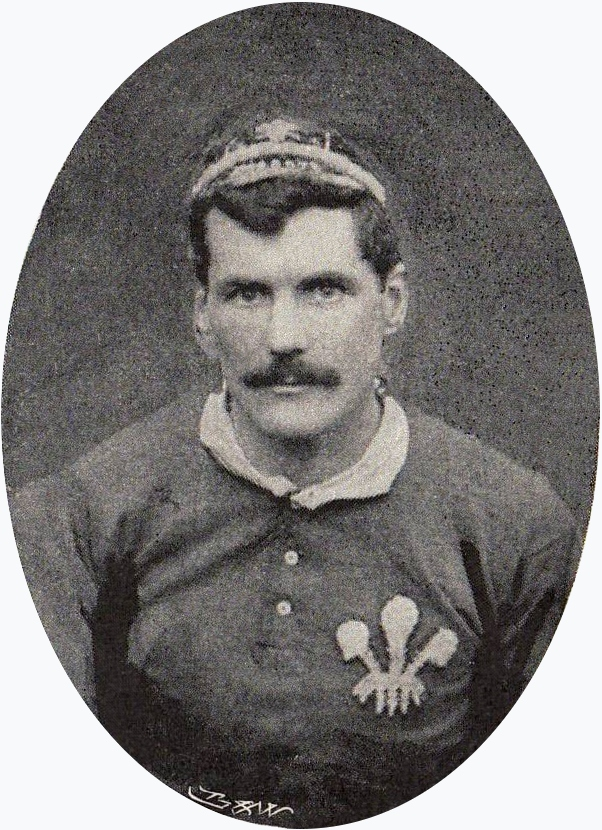
Arthur Monkey Gould est la première vedette galloise de rugby à XV.

Le rugby s'étend par la suite à travers le pays de Galles par le biais des anciens élèves, ou des étudiants de retour des universités anglaises dans les cités ouvrières de Galles du Sud. Cela se retrouve au niveau des premiers clubs à émerger au milieu des années 1870, Neath RFC est reconnu comme le premier club gallois. Les quatre clubs majeurs qui permettent l'essor du rugby gallois sont du Sud et sont Newport (qui perd seulement sept matchs sous le capitanat de Llewellyn Lloyd entre les saisons 1900-1901 et 1902-1903), Cardiff, Llanelli (qui concède deux défaites en 1894 et 1895) et Swansea. Avec la Révolution industrielle et le développement des chemins de fer, le rugby est apprécié des principales cités du bassin de la sidérurgie et du charbon dans la Galles du sud. Merthyr voit le jour en 1876, Brecon en 1874, Penygraig en 1877. Les villes adoptent ce nouveau sport au fur et à mesure de la croissance et de l'expansion d'un nouveau pays de Galles industriel.
Le nombre de clubs en place officiellement à la fin du siècle ne reflète pas la popularité de ce sport; nombre de rencontres se disputent de manière informelle sans cadre juridique. Llanelli, par exemple, n'accueille pas seulement les rencontres de Llanelli RFC dans les années 1880, mais également celles de Gower Road, Seasiders, Morfa Rangers, Prospect Place Rovers, Wern Foundry, Cooper Mills Rangers, New Dock Strollers, Vauxhall Juniors, Moonlight Rovers et Gilbert Street Rovers. Des équipes émergent et disparaissent, d'autres se structurent et existent de nos jours, Cardiff RFC est la fusion de trois équipes, les clubs de Glamorgan, Tredegarville et Wanderers.

## Institutions dirigeantes
La Fédération du pays de Galles de rugby à XV (Welsh Rugby Union (WRU) et en gallois Undeb Rygbi Cymru) est l'entité responsable de l'organisation du rugby à XV au pays de Galles.
Après une première réunion organisée à Swansea en mars 1880, la fédération galloise est fondée sous le nom de Welsh Football Union le 12 mars 1881, lors d'une réunion au Castle Hotel de Neath, par les représentants de onze clubs : Bangor, Brecon, Cardiff, Lampeter, Llandilo, Llandovery, Llanelli, Merthyr Tydfil, Newport, Pontypool et Swansea. C'est le président de Swansea, CC Chambers, qui en devient le premier président. 
Cette fondation intervient… trois semaines après le premier match international joué par une équipe nationale galloise (défaite contre l'Angleterre le 19 février sur le score de 69-0, si on utilise le décompte des points actuel).
En 1886, la WFU se joint à ses homologues d'Écosse et d'Irlande pour former l'International Rugby Football Board.
En 1934, la fédération adopte son nom actuel de Welsh Rugby Union (WRU).
La WRU dirige les équipes nationales galloises, et chapeaute les compétitions de clubs (près de 300 lui sont affiliés) chez les hommes, les femmes et les jeunes (environ 46 000 licenciés). Elle gère aussi les arbitres et des formations pour les entraîneurs. Elle possède également le Millennium Stadium de Cardiff où l'équipe nationale joue toutes ses rencontres à domicile.

## Popularité

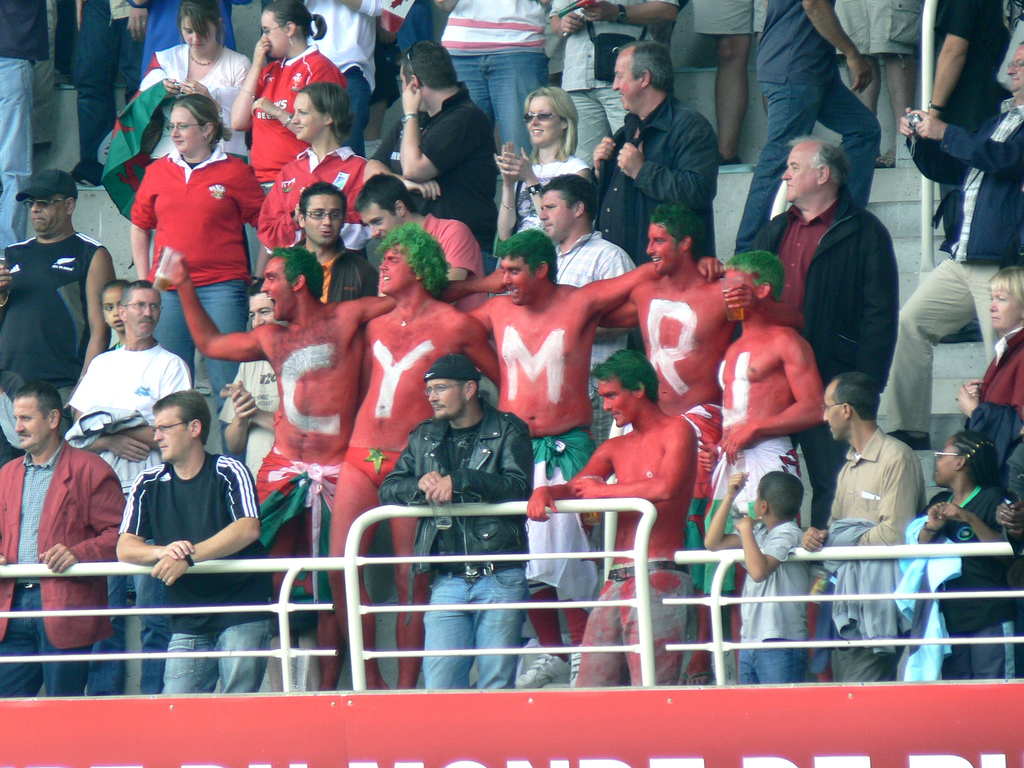
Passion galloise.

Le pays de Galles avait deux identités, les mines et le rugby. Les mines ont disparu, le rugby est moins écarlate aujourd'hui. Gueules noires et diables rouges. Aujourd'hui, seuls les seconds résistent encore. Et l'équipe nationale est toujours aussi populaire. Le rugby à XV est une véritable religion qui fait partie de la culture nationale du pays de Galles et qui est pratiqué par environ 17 500 joueurs licenciés.
La tradition des chœurs du pays de Galles se traduit par des chansons interprétées lors des matchs de rugby à XV. Des chansons populaires parmi les supporters sont Delilah de Tom Jones, Cwm Rhondda et Calon Lan. Par rapport à sa taille réduite, le pays de Galles a eu un impact disproportionné sur le jeu, il a fourni de grands noms du rugby à XV, de nombreux joueurs aux Barbarians et aux Lions britanniques et irlandais, et il a obtenu de très bons résultats.

## Compétitions de clubs

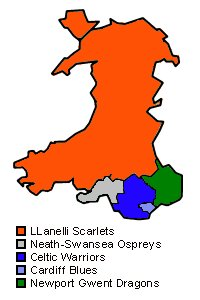
Aires représentées par les franchises galloises en 2003.

Depuis 1895, les clubs gallois convenaient de rencontres amicales entre eux, mais aussi avec des clubs anglais. Un classement officieux était établi, dont le premier fut récompensé pendant très longtemps par un trophée offert par le quotidien gallois Western Mail, puis par le quotidien londonien Daily Telegraph. Si donc il y avait donc bien un champion du pays de Galles qui était désigné (dans les années 1980, 18 clubs participaient à ce championnat), toutes les équipes ne s'affrontaient pas forcément entre elles et le nombre de matchs variait d'une équipe à l'autre, de sorte que le vainqueur était le club ayant le meilleur pourcentage de victoires. Il y avait d'ailleurs un deuxième classement, parrainé par la fédération galloise (WRU), qui ne prenait en compte que les matches joués entre ces équipes, le Merit Table. En 1980, par exemple, Swansea fut désigné champion, mais c'est Pontypool qui remporta le Merit Table. Au total, les équipes jouaient entre 30 et 45 matches chaque année.
À l'orée des années 1990, la fédération galloise (WRU) désireuse de mettre de l'ordre dans un sport qui commence à se structurer de façon moderne et permettre à l'élite de ses joueurs d'être plus compétitifs, décide de réorganiser ses compétitions sur le modèle de l'Angleterre qui en fait autant en 1987 (voir Championnat d'Angleterre de rugby à XV) et de l'Écosse, dont le championnat officiel remonte à 1972-73.
Lors des saisons 1999-2000 à 2001-02, le championnat est baptisé Welsh-Scottish League car Edimbourg et Glasgow sont invités à y participer.

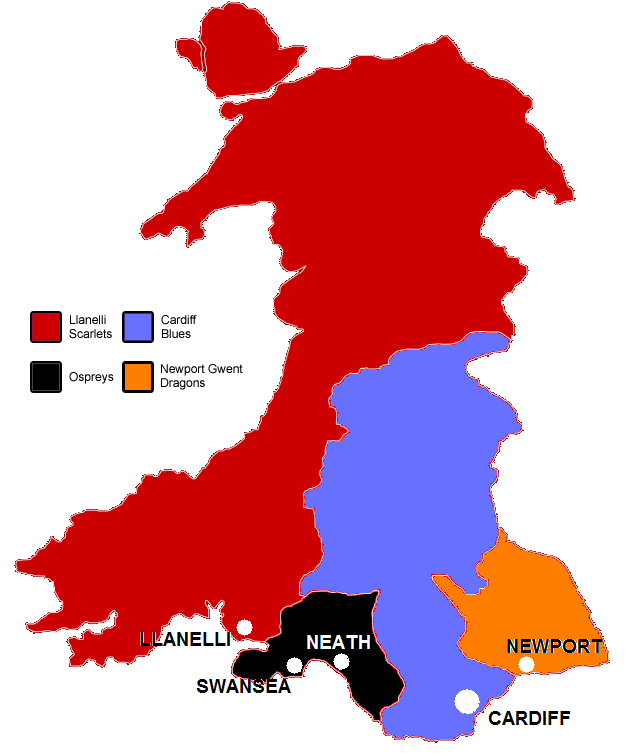
Carte des franchises du pays de Galles.

Le championnat est alors la compétition la plus relevée du pays, mais la Welsh Rugby Union (WRU) bâtit un plan de « rugby régional » visant à regrouper l'élite des joueurs gallois dans des franchises régionales, pour les faire participer à un championnat fermé (sans relégation) et supranational, la Celtic League, et à la Coupe d'Europe. Ce projet controversé, mis en place en 2003, s'inspire de ce qui se fait dans les pays « à provinces », comme l'Irlande, l'Afrique du Sud ou la Nouvelle-Zélande, où les sélections régionales sont un niveau intermédiaire plus compétitif pour les joueurs entre l'équipe nationale et les clubs, et où les clubs deviennent un vivier pour les équipes régionales sans pouvoir compter sur leurs meilleurs joueurs, qui sont pourtant obligatoirement licenciés dans l'un d'entre eux, phagocytés par les franchises.
Le championnat perd son statut de plus haut niveau du rugby à XV gallois. Au fur et à mesure des années la structure des équipes a été renforcée, et le critère sportif (le dernier du classement est relégué à l'étage inférieur de la hiérarchie) n'est pas toujours retenu pour le maintien dans l’élite. 
À partir de 2006-2007, la Welsh Premier Division ne compte plus que 14 clubs.

## Équipe nationale

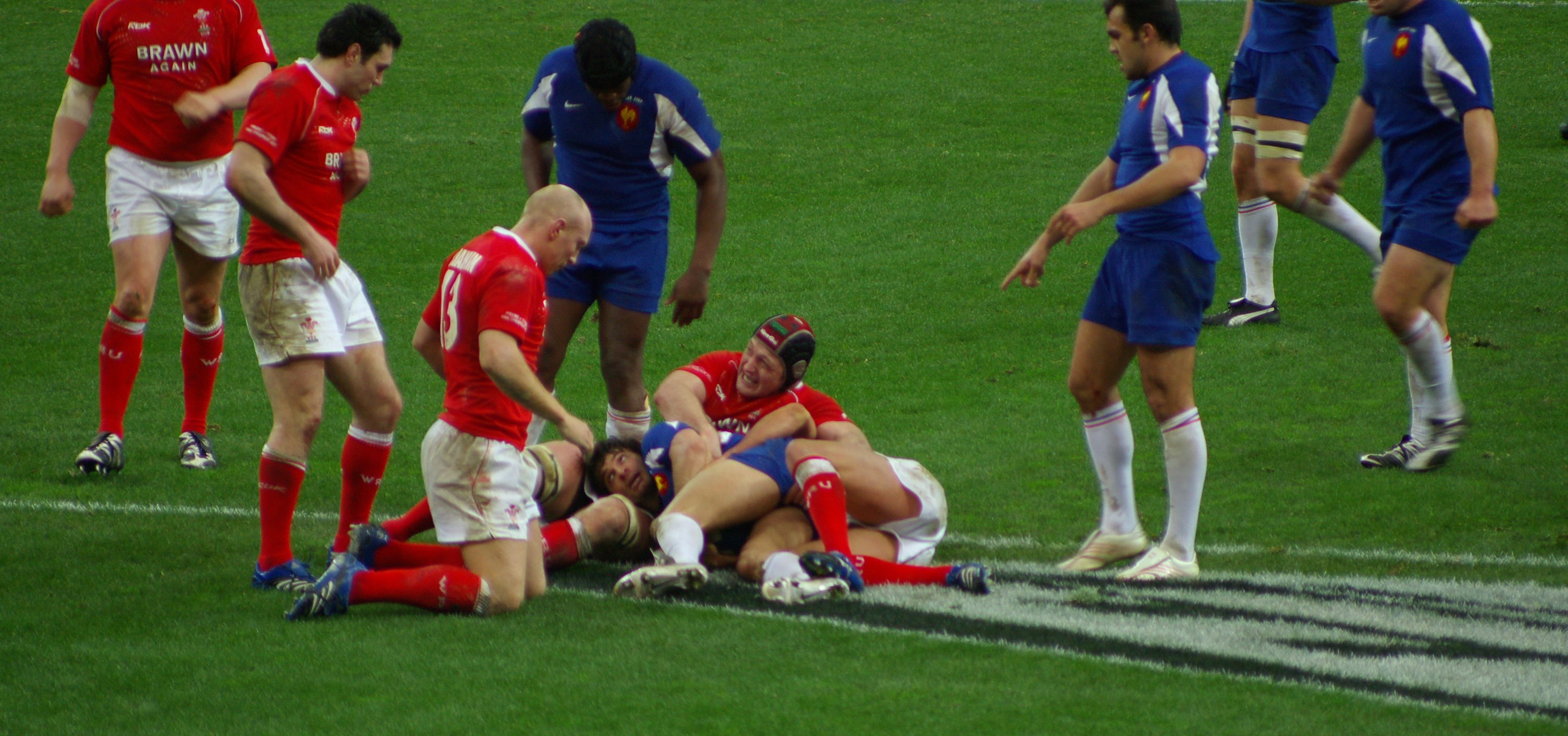
Stephen Jones et Tom Shanklin au premier plan.

Surnommée les diables rouges, l'équipe nationale fait partie de la première division du classement de l'IRB.
Elle participe au Tournoi des Six Nations depuis 1882-1883 et l'a déjà remporté vingt-trois fois seule dont dix grands chelems, le dernier en 2008. Sa meilleure performance en coupe du monde reste la place de demi-finaliste en 1987, elle a participé à chaque édition.
L'équipe nationale joue au Millennium Stadium, construit en 1999 pour remplacer l'Arms Park de Cardiff. Le pays de Galles joue en maillot rouge écarlate, shorts blancs et chaussettes rouges, avec sur le maillot les plumes d'autruche du Prince de Galles. Tous les 4 ans les Lions font une tournée avec des joueurs du pays de Galles aussi bien que les meilleurs joueurs d'Angleterre, d'Écosse et d'Irlande.
Depuis la création du classement IRB des équipes nationales en 2003, l'équipe du pays de Galles est classée entre le 4e et la 10e place.